# Cruzada Alexandrina

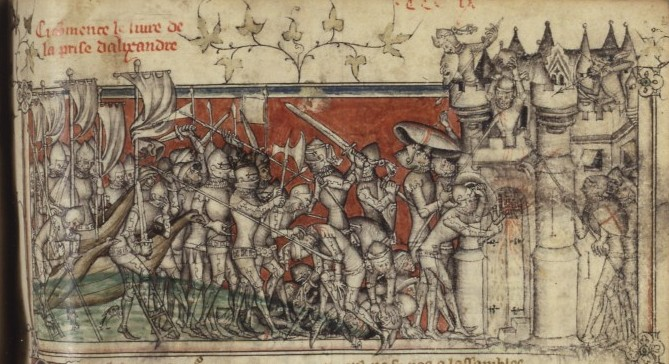
Miniatura do saque de Alexandria (1365), Reims, a partir de um manuscrito de música de Guillaume de Machaut

A breve Cruzada Alexandrina ou Cruzada de Alexandria, também chamada de saque de Alexandria, ocorreu em outubro de 1365 e foi liderada por Pedro I de Chipre contra Alexandria, no Egito. A Cruzada foi sancionada pelo Papa Urbano V a pedido de Pedro I. Embora frequentemente referida e contada entre as Cruzadas, foi relativamente desprovida de ímpeto religioso e difere das Cruzadas mais proeminentes, pois parece ter sido motivada em grande parte por interesses econômicos.

## História
Pedro I passou três anos, de 1362 a 1365, reunindo um exército e buscando apoio financeiro para uma cruzada nas cortes mais ricas da época. Em 1365, ele recebeu uma Bula Papal sancionando sua campanha como uma cruzada do Papa Urbano V. Quando soube de um ataque egípcio planejado contra seu Reino do Chipre, ele empregou a mesma estratégia de guerra preventiva que havia sido tão bem-sucedida contra os turcos otomanos e redirecionou suas ambições militares contra o Egito. De Veneza, ele organizou a reunião de sua frota naval e forças terrestres na fortaleza dos cruzados em Rodes, onde se juntaram aos Cavaleiros da Ordem de São João. Em outubro de 1365, Pedro I partiu de Rodes, comandando uma força expedicionária considerável e uma frota de 165 navios, apesar da maior influência econômica e política de Veneza. O desembarque foi feito em Alexandria por volta de 9 de outubro e, nos três dias seguintes, o exército de Pedro saqueou a cidade, matando milhares e levando 5 mil pessoas para serem escravizadas.|20,000 civilians killed Mesquitas, templos, igrejas e possivelmente a biblioteca também foram atacados.
Diante de uma posição insustentável, o exército de Pedro retirou-se definitivamente em 12 de outubro.  Pedro queria ficar e defender a cidade e usá-la como base para mais cruzadas no Egito, mas a maioria dos seus barões recusou, desejando apenas partir com seus despojos. O próprio Pedro foi um dos últimos a deixar a cidade, embarcando apenas quando os soldados mamelucos entraram na cidade. Monarcas e barões da Europa, impressionados com o abandono da cidade, referiram-se a Pedro como o único cristão bom e corajoso que fez uma cruzada em Alexandria.

## Consequências
Os mamelucos prepararam uma grande frota para responder à cruzada, mas no final apenas lançaram um pequeno ataque em 1368.

## Interpretações
Jo van Steenbergen argumenta que a cruzada foi principalmente uma busca econômica. Pedro queria acabar com a primazia de Alexandria como porto no Mediterrâneo Oriental, na esperança de que Famagusta beneficiasse então do comércio redireccionado.
A descrição de Van Steenbergen de relatos muçulmanos contemporâneos, como os Almacrizi, indica que a força cruzada teve sucesso em parte graças a táticas superiores. A força defensiva alexandrina se ocupou lutando na área ao redor do porto ocidental, enquanto a força "real", incluindo a cavalaria, desembarcou em outro lugar da cidade, aparentemente escondida em um cemitério, sem ser detectada pelos defensores. A força cruzada foi assim capaz de atacar tanto pela frente como pela retaguarda, causando pânico aos alexandrinos, que não se recuperaram deste revés.